# Rapenburgerplein 81-83

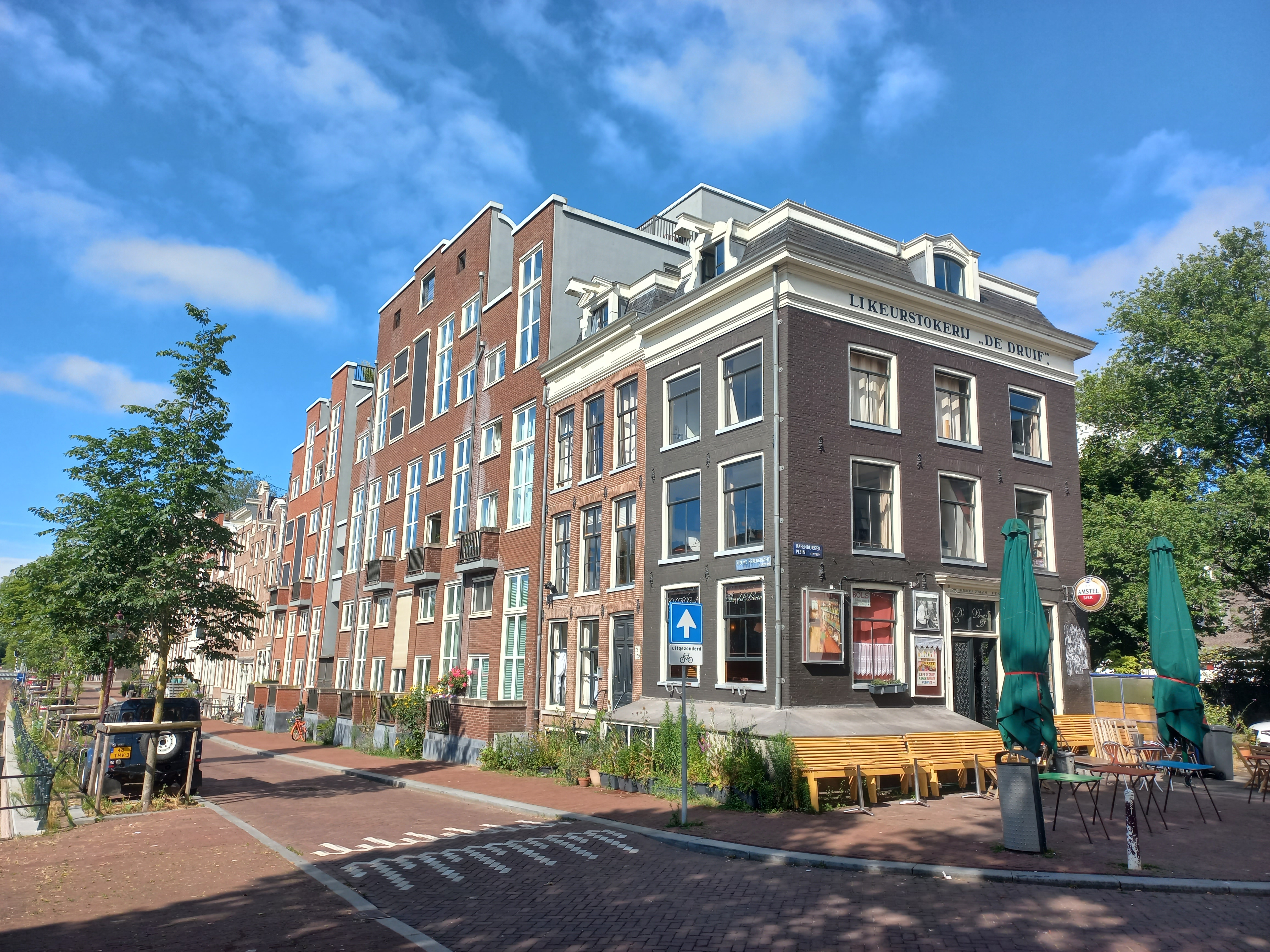
Schuin blik op rijksmonument met daarachter de nieuwbouw (juli 2025)

Rapenburgerplein 81-83 is een monumentaal pand in Rapenburg in Amsterdam-Centrum, op de hoek van het Rapenburgerplein en de Nieuwe Herengracht enerzijds en de straat Rapenburg anderzijds. Origineel begon ook de Rapenburgerstraat bij dit gebouw, maar het begin van deze straat werd in de jaren zestig van de 20e eeuw opgeofferd voor de infrastructuur behorend bij de IJtunnel.

## Geschiedenis
De eilanden Rapenburg en Valkenburg (ze werden later één) werden eind 16e eeuw aan de stad toegevoegd. Sindsdien is er veel gebouwd, afgebroken en gebouwd. 
Het gebouw werd op 12 september 1970 in het monumentenregister opgenomen als rijksmonument (nr. 4788). De omschrijving is summier: 
Hoekhuis (18e eeuw) met dak en daklijst (19e eeuw) met omlopend pothuis.
Het voortbestaan van het gebouw heeft het waarschijnlijk aan dat monumentschap te danken of aan het verleggen van het tracé richting die tunnel; het grootste deel van de bebouwing aan het plein bleef staan. Een foto uit 1968 laat zien dat alle bebouwing ter plaatse is verdwenen; alleen dit gebouw, dan adres Rapenburgerplein 10 dragend staat nog overeind. Het pand werd gedurende de jaren wel steeds verbouwd, maar het uiterlijk bleef grotendeels hetzelfde.

## Omschrijving
Al jarenlang is er café De Druif gevestigd; in de daklijst staat Likeurstokerij De Druif vermeld. In de deurlijst staat Distilleerderij 2e klasse P1585. Aan die lijst hangt een druiventros. 
Het gebouw heeft drie bouwlagen onder een kap. Het gebouw staat dwars op de overige bebouwing aan het plein en is zo een oriëntatiepunt in de buurt geworden. 
Kijkend vanaf het plein onttrekt het rijksmonument een veel groter gebouw aan het oog: het complex Rapenburgerplein 13-79 uit 1974. 